# Ralph Lauren
Ralph Lauren (họ gốc: Lifshitz; sinh ngày 14 tháng 10 năm 1939) là một nhà thiết kế thời trang, nhà từ thiện và doanh nhân tỷ phú người Mỹ. Ông được biết đến với Ralph Lauren Corporation, một doanh nghiệp toàn cầu trị giá hàng tỷ đô la. Phong cách của Ralph Lauren đã trở thành một hiện tượng với chiếc áo sơ mi Polo vẫn là phát minh nổi tiếng nhất của ông. Tính đến tháng 4 năm 2022, giá trị tài sản ròng của ông ước tính khoảng 6,9 tỷ USD.
Cho đến nay, Lauren từ chức Giám đốc điều hành của công ty vào tháng 9 năm 2015, nhưng ông vẫn giữ chức chủ tịch điều hành và giám đốc sáng tạo.